# Ooderella smithii
Ooderella smithii is een vliesvleugelig insect uit de familie Eupelmidae. De wetenschappelijke naam is voor het eerst geldig gepubliceerd in 1896 door William Harris Ashmead. De soort komt voor in Brazilië.